# Still
Still — збірка англійського гурту Joy Division, яка була випущена 8 жовтня 1981 року.
Still вийшов на двох платівках: на першій було зібрано не видані раніше студійні пісні 1978—80 років, а також концертну кавер-версію пісні The Velvet Underground; на другий було вміщено запис останнього концерту гурту.

## Композиції
1. Exercise One — 3:06
2. Ice Age — 2:24
3. The Sound of Music — 3:55
4. Glass — 3:56
5. The Only Mistake — 4:17
6. Walked in Line — 2:47
7. The Kill — 2:15
8. Something Must Break — 2:48
9. Dead Souls — 4:53
10. Sister Ray — 7:36
11. Ceremony — 3:50
12. Shadowplay — 3:57
13. Means to an End — 4:01
14. Passover — 5:10
15. New Dawn Fades — 4:01
16. Twenty Four Hours — 4:26
17. Transmission — 3:40
18. Disorder — 3:24
19. Isolation — 3:05
20. Decades — 5:47
21. Digital — 3:52

## Учасники запису
- Єн Кертіс — гітара
- Бернар Самнер — гітара
- Пітер Хук — барабани
- Стефен Морріс — бас-гітара

## Чарти
| Чарт (2022)                                  | Найвища позиція |
| -------------------------------------------- | --------------- |
| Німеччина German Albums (Offizielle Top 100) | 56              |

## Сертифікації
| Регіон                                                      | Сертифікація | Продажі |
| ----------------------------------------------------------- | ------------ | ------- |
| Велика Британія (BPI)                                       | Золотий      | 100 000 |
| продажі+прослуховування, що базуються лише на сертифікаціях |              |         |